# Поні (округ, Небраска)
Шаблон:StateAbbr_ 40°08′ пн. ш. 96°14′ зх. д. / 40.13° пн. ш. 96.24° зх. д.
Округ Поні (англ. Pawnee County) — округ (графство) у штаті Небраска, США. Ідентифікатор округу 31133.

## Історія
Округ утворений 1854 року.

## Демографія
За даними перепису 2000 року загальне населення округу становило 3087 осіб, усе сільське.
Серед мешканців округу чоловіків було 1483, а жінок — 1604. В окрузі було 1339 домогосподарств, 850 родин, які мешкали в 1587 будинках.
Середній розмір родини становив 2,86.
Віковий розподіл населення поданий у таблиці:
| Стать    | До 15 років | 15-21 | 22-29 | 30-39 | 40-49 | 50-65 | 65-85 | Понад 85 |
| -------- | ----------- | ----- | ----- | ----- | ----- | ----- | ----- | -------- |
| Чоловіки | 278         | 113   | 89    | 155   | 243   | 264   | 297   | 44       |
| Жінки    | 287         | 125   | 77    | 157   | 192   | 271   | 395   | 100      |

## Суміжні округи
- Джонсон — північ
- Немага — північний схід
- Річардсон — схід
- Немага, Канзас — південний схід
- Маршалл, Канзас — південний захід
- Ґейдж — захід

## Виноски
1. ↑  US Decennial Census. US Census Bureau. Архів оригіналу за 26 квітня 2015. Процитовано 11 грудня 2014.
2. ↑  Historical Census Browser. University of Virginia Library. Архів оригіналу за 23 червня 2018. Процитовано 11 грудня 2014.
3. ↑  Population of Counties by Decennial Census: 1900 to 1990. US Census Bureau. Процитовано 11 грудня 2014.
4. ↑  Census 2000 PHC-T-4. Ranking Tables for Counties: 1990 and 2000 (PDF). US Census Bureau. Процитовано 11 грудня 2014.
5. ↑  State & County QuickFacts. Бюро перепису населення США. Архів оригіналу за 7 червня 2011. Процитовано 21 вересня 2013.(англ.) Наведено за англійською вікіпедією.
6. ↑  American FactFinder. Бюро перепису населення США. Архів оригіналу за 26 лютого 2012. Процитовано 31 січня 2008.

| США | Це незавершена стаття з географії США. Ви можете допомогти проєкту, виправивши або дописавши її. |